# Casanova (Viñós)
Casanova (en gallego y oficialmente, A Casanova) es una aldea española situada en la parroquia de Viñós, del municipio de Arzúa, en la provincia de La Coruña, Galicia.

## Demografía
| Gráfica de evolución demográfica de Casanova entre 2000 y 2018 |
|                                                                |
| Datos según el nomenclátor publicado por el INE.               |